# Livano Comenencia
Livano Comenencia né le 3 février 2004 à Breda aux Pays-Bas est un footballeur curacien qui joue au poste de milieu droit au FC Zurich.

## Carrière

### En club
Formé au PSV Eindhoven, il signe son premier contrat professionnel le 13 février 2022 jusqu'au 30 juin 2025.
Le 31 août 2023, il rejoint la Juventus Next Gen pour deux saisons.

### En sélection
Bien qu'il soit passé par les sélections des jeunes néerlandaises, il opte pour le Curaçao son pays d'origine. Il fête sa première sélection le 11 octobre 2024 contre la Grenade en ligue des nations de la CONCACAF.
Il fait partie de l'effectif qui participe à la Gold Cup 2025. Il joue les trois matchs de la phase des groupes et la Curaçao est éliminée au premier tour après deux nuls et une défaite.